# Hermann Huppen

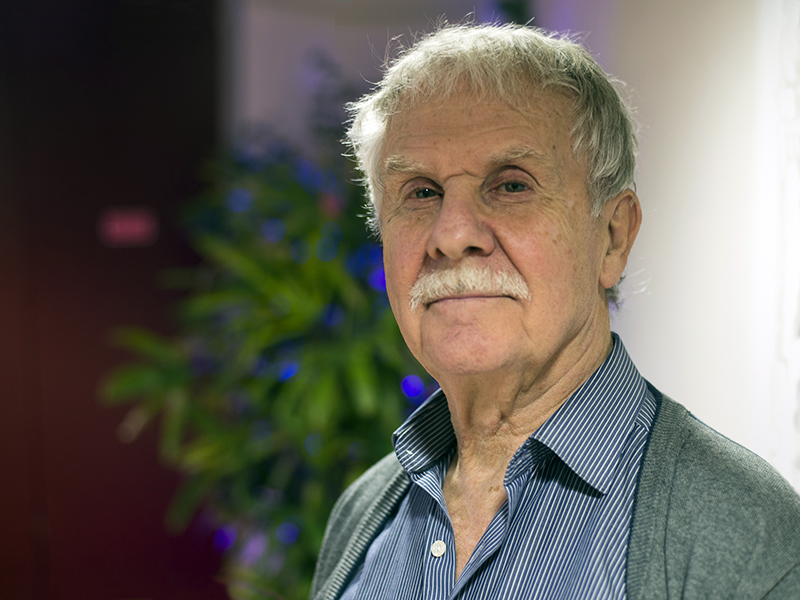
Hermann Huppen (2009)

Hermann Huppen (* 17. Juli 1938 in Bévercé) ist ein belgischer Comiczeichner und -texter. Er firmiert lediglich unter seinem Vornamen und ist dementsprechend nur als Hermann bekannt. Die bekanntesten seiner Werke sind die Serien Comanche, Andy Morgan und Jeremiah.

## Werdegang
Hermann wurde 1938 in Bévercé in der Nähe von Lüttich geboren. Nach einem Studium in Möbeldesign arbeitete er zunächst als Innenarchitekt. 1964 schrieb und zeichnete er seinen ersten Comic für die Zeitschrift Spirou. Greg erkannte sein Talent und bat ihn, weiterhin als Comiczeichner zu arbeiten. 1966 begann er mit Greg als Texter mit der Serie Andy Morgan und nach Texten von Jean-Luc Vernal die Serie Jugurtha die in der Zeitschrift Tintin erschienen. 1969 kam als weitere Serie Comanche hinzu. Neben seiner Zusammenarbeit mit Greg arbeitete Huppen in seiner Anfangszeit auch an Kurzgeschichten, die u. a. von Yves Duval geschrieben wurden. Nachdem er 1970 die Arbeit an Jugurtha eingestellt und parallel an den jeweils aktuellen albenlangen Geschichten von Andy Morgan und Comanche gearbeitet hatte, stellte er ab 1971 seine Arbeitsweise dahingehend um, dass er ungefähr zwei Alben pro Jahr zeichnete, wobei sich meist zwei Serien abwechselten. Diesen Rhythmus behielt er seitdem bis heute bei. Was in den 1970ern mit dem alternierenden Erscheinen der Serien Andy Morgan und Comanche seinen Anfang nahm, fand so in den Jahren 2017 bis 2023 mit dem Wechsel zwischen Jeremiah und Duke seine aktuelle Entsprechung.
Huppen begann 1977, eigene Geschichten zu schreiben und realisierte so für das deutsche Magazin ZACK als Autor und Zeichner in Personalunion die Serie David Walker (ZACK-Titel, mittlerweile auch hierzulande unter Hermanns Originaltitel Jeremiah bekannt). Deren erster Band 1980 wurde mit dem renommierten belgischen Prix Saint-Michel ausgezeichnet. Die Serie wurde in Amerika als TV-Serie umgesetzt und umfasst mittlerweile 40 Bände. Jeremiah ist damit Hermanns umfangreichste, langlebigste und erfolgreichste Serie.
Im Jahr 1984 kam die im Mittelalter spielende Serie Die Türme von Bos-Maury hinzu. Darüber hinaus entstanden viele Einzelbände, so auch der mittlerweile verfilmte Band Die Bluthochzeit. 1991 begann er, mit Vandisandi zwischen neuen Bänden seiner laufenden Serien One-Shots nach zunächst eigenen Szenarios umzusetzen. 2000 schuf er einmalig einen Einzelband mit Star-Texter Jean Van Hamme (Largo Winch, Thorgal uvm.), und seitdem bevorzugt nach Szenarios seines Sohnes Yves Huppen. Mit ihm zeichnete er von 2017 bis 2023 den siebenteiligen Western Duke. Hermann arbeitet seitdem am ersten Band eines Zweiteilers mit dem Titel Brigantus, der von einem römischen Legionär bei den Pikten im heutigen Schottland handelt. Das Szenario dieses Werks stammt wieder von seinem Sohn Yves.
Ein Großteil von Huppens Geschichten sind in mehreren Sprachen, darunter in Dänisch, Deutsch, Englisch, Italienisch, Kroatisch, Niederländisch, Schwedisch, Serbisch und Spanisch übersetzt worden.

## Auszeichnungen (Auswahl)
- 1973: Prix Saint-Michel, Belgien, für den besten realistischen Zeichner mit Les Loups du Wyoming
- 1980: Prix Saint-Michel, Belgien, für das beste realistische Drehbuch mit La Nuit des Rapaces
- 1992: Haxtur-Award, Spanien, für  den besten längeren Comic und nominiert für die beste Zeichnung mit Les Tours de Bois-Maury
- 2001: Haxtur-Award, Spanien, für die beste Zeichnung mit On a Killed Will Bill und nominiert für den besten kurzen Comic und das beste Drehbuch
- 2002: Grand Prix Saint-Michel für sein Lebenswerk
- 2002: Haxtur Awards, Spanien, nominiert für den besten kurzen Comic und die beste Zeichnung
- 2003: Angoulême International Comics Festival, Frankreich, nominiert für den Publikumspreis und den Kunstwerkspreis
- 2005: Angoulême International Comics Festival, Frankreich, nominiert für den Publikumspreis
- 2006: Prix Saint-Michel, Frankreich, nominiert für den besten Comic
- 2009: Prix Diagonale, Belgien, Grand Prix du Jury für sein Lebenswerk
- 2009: Ordre des Arts et des Lettres, Chevalier
- 2010: Prix Saint-Michel, Frankreich, nominiert für das beste Kunstwerk
- 2011: Haxtur-Preis, Spanien, für seine gesamte Karriere
- 2012: Prix Sang 9, Belgien, für Comics beim Internationalen Polizeifilmfestival in Lüttich für Une nuit de pleine lune
- 2016: Grand Prix de la Ville d’Angoulême, Frankreich, für sein Lebenswerk
- 2019: Adamson International Prize, Schweden, für sein Lebenswerk[4]

## Publikationen (Auswahl)

### Comicserien
- Andy Morgan (Bernard Prince, 1966–1978, 2010)
- Comanche (1969–1982)
- Jugurtha (1967–1970)
- Jeremiah (seit 1978)
- Die Träume des kleinen Robin (Nic, 1980–1983)
- Die Türme von Bos-Maury (Les Tours de Bois-Maury, 1984–2012)
- Auf Draculas Spuren (Sur les traces de Dracula, 1. Band, 2006)
- Der Teufel der sieben Meere (mit Yves H., 2 Bände; 2008–2009)
- Duke (2017–2023)

### One Shots
- Missié Vandisandi (solo, 1991)
- Sarajevo Tango (solo, 1995)
- Caatinga (solo, 1997)
- Der Tod von Wild Bill (solo, 1999)
- Bluthochzeit (mit Van Hamme, 2000. 2005 unter dem Titel Die Bluthochzeit verfilmt)
- Blutsbande (mit Yves H., erster Teil der amerikanischen Trilogie, 2000)
- Manhattan Beach 1957 (mit Yves H., zweiter Teil der amerikanischen Trilogie,  2002)
- Zhong Guo (mit Yves H., 2003)
- The girl from Ipanema (mit Yves H., dritter Teil der amerikanischen Trilogie,  2005)
- Afrika (solo, 2007)
- Das ausschweifende Leben des Nylonmanns (mit Michael Kirstein, 2007)
- Vollmondnacht (mit Yves H., 2011, 2020 von Julius Berg unter dem Titel The Owners verfilmt)
- Rückkehr in den Kongo (mit Yves H., 2013)
- Station 16 (mit Yves H., 2014)
- Keine Gnade (mit Yves H., 2015)
- Old Pa Anderson (mit Yves H., 2016)
- Der Fährmann (mit Yves H., 2016)